# Kyle Rote
William Kyle Rote Sr. (San Antonio, 27 ottobre 1928 – Baltimora, 14 agosto 2002) è stato un giocatore di football americano statunitense che ha giocato nei ruoli di running back e wide receiver per tutta la carriera con i New York Giants della National Football League (NFL).
Fu la prima scelta assoluta del Draft NFL 1951 da parte dei Giants. Al college giocò a football alla Southern Methodist University.
Suo figlio Kyle Rote Jr. divenne calciatore.

## Carriera professionistica
Rote fu scelto dai New York Giants come primo assoluto nel Draft NFL 1951. Dopo due stagioni giocate come running back, passò al ruolo di wide receiver a causa di un infortunio al ginocchio. Al momento del ritiro, dopo la stagione 1961, Rote era il primatista di tutti i tempi dei Giants per ricezioni (300), yard riecevute (4.805) e touchdown su ricezione (48). Era inoltre al secondo posto per touchdown totali (56) e quinto in punti segnati (312). In totale, Rote disputò 4 finali del campionato NFL. inclusa quella vinta nel 1956 contro i Chicago Bears e quella del 1958 persa contro i Baltimore Colts ai tempi supplementari per 23-17, conosciuta come "La più grande gara mai giocata", la prima finale di campionato trasmessa in diretta televisiva. Rote fu il capitano dei New York Giants per otto stagioni.

## Palmarès
1 (1956)
- (4) Pro Bowl
- College Football Hall of Fame

## Statistiche
| Yard su ricezione      | 4.797 |
| Touchdown su ricezione | 48    |
| Yard su corsa          | 871   |
| Touchdown su corsa     | 4     |